# Juan Manuel Fangio II
Juan Manuel Fangio II, né le 19 septembre 1956 à Buenos Aires, est un ancien pilote automobile argentin. Il est le neveu du quintuple champion du monde de Formule 1 Juan Manuel Fangio.

## Biographie
Passionné par le sport automobile dès son plus jeune âge (il n'avait pas encore 2 ans lorsque son oncle a mis un terme à sa carrière, mais son père Ruben Fangio était un préparateur réputé de voitures de course), Juan Manuel Fangio II doit attendre la fin des années 1970 pour commencer sa propre carrière, sa famille l'ayant poussé à donner la priorité à ses études. 
Après de bons débuts en Amérique du Sud, dans le championnat local de Formule 2, puis un passage en Europe dans lors du championnat international de Formule 3000 1985 qui le laisse aux portes de la Formule 1, il décide de réorienter sa carrière vers les États-Unis, sur les conseils de Dan Gurney. Après quelques bons résultats dans le championnat Indy Lights, il est appelé en 1989 par Dan Gurney pour intégrer son écurie All American Racers, qui engage des prototypes Toyota dans le championnat IMSA GTP, le championnat d'endurance nord-américain. Rapidement, Fangio s'affirme comme l'un des meilleurs pilotes de la discipline. En 1992 et 1993, il remporte le championnat IMSA GT et est même élu en 1992 pilote de l'année (toutes disciplines américaines confondues) par l'association des journalistes spécialisés. Fin 1993, il totalise un record de 21 victoires dans la discipline, dont deux victoires consécutives aux 12 Heures de Sebring en 1992 et 1993.
Après une première expérience en 1995, Juan Manuel Fangio II intègre les rangs du championnat CART en 1996, toujours pour le compte du AAR de Dan Gurney. Mais à l'issue de deux saisons assez pauvres en résultats, il décide de mettre à 41 ans un terme à sa carrière.